# قانون كوب
قانون كوب هو قانون يشير إلى علاقتين اكتشفهما الكيميائي هيرمان فرانز موريتز كوب
1. وجد كوب ان السعة الجزيئية للحراة للمركب الصلب تساوي مجموع السعة الحرارية الذرية للعناصر المكونة له، والعناصر التي لها سعة حرارية ذرية أقل من تلك التي يتطلبها قانون دولون-بيتيت تحتفظ بهذه القيم الأقل في مركباتها.
2. و عند دراسة المركبات العضوية وجد كوب علاقة منظمة بين نقاط الغليان وعدد مجموعات CH2 الموجودة.
قانون كوب-نيومان
قانون نيومان-كوب تمت تسميته بهذا الاسم نسبة إلى العالمين هيرمان كوب وفرانز ارنست نيومان وهو مبدأ معتمد لحساب درجة الحرارة النوعية للمركبات من خلال استخدام العلاقة التالية:

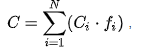

هذا القانون يعمل عند تعويض درجة حرارة الغرفة به لكنه لا يعمل أبدا عند تعويض درجة الحرارة المرتفعة أكثر.